# Argentinská vlajka

Argentinská vlajka
Poměr stran: 5:8 nebo 9:14

Argentinská národní vlajka
Poměr stran: 5:8 nebo 9:14

Vlajka Argentiny pochází z roku 1812. Tvoří ji tři vodorovné pruhy: bledě modrý, bílý, bledě modrý.
Modrá a bíla barva představuje oblohu, sněhem pokryté vrcholky And a pevninu obklopenou z obou stran oceány.
V roce 1818 bylo do středu umístěno žluté slunce, které dle různých zdrojů představuje:
- inckého slunečního boha Inti[3]
- slunce (tzv. Sol de Mayo - Květnové slunce), které vysvitlo při shromáždění v roce 1810[2]

Plná vlajka se sluncem je tzv. ceremoniální vlajka (španělsky Bandera Oficial de Ceremonia). Vlajka bez slunce je tzv. ozdobná vlajka (španělsky Bandera de Ornato). Ceremoniální vlajka musí být vždy pověšena výše než ozdobná vlajka. Z vexilologického hlediska je ceremoniální vlajka národní, státní a námořní vlajkou; ozdobná je alternativní národní vlajkou. Obě varianty jsou považovány za rovnocenné národní vlajky.[zdroj?]
Velikost zlatého slunce je 1/3 výšky bílého pruhu. Vnější průměr 32 slunečních paprsků (16 rovných a 16 zvlněných) odpovídá 5/6 výšky bílého pruhu.
Argentinská vlajka má (od roku 1985 nebo až 1999) oficiálně poměr 9:14, ale povolena je i v poměrech 1:2, 2:3, 9:13 a 13:20. Další zdroj hovoří o možnosti všech poměrů stran vlajky mezi 1:2 a 2:3, další o změně poměru na 5:8, poměr stran vlajky je tedy nejistý.

Vlajka argentinského prezidenta Poměr stran: 1:1
Vlajka argentinského prezidenta na vodě Poměr stran: 2:3
Detail slunce argentinské vlajky
Argentinská lodní vlajka (Naval Jack) Poměr stran: 15:17

## Historie
Ústí řeky (kterou považoval za cestu do Tichého oceánu) na území dnešní Argentiny objevil v roce 1516 portugalský mořeplavec ve španělských službách Juan Diaz de Solís. Výprava byla napadena indiány a Solís byl zabit. Později byla řeka, u níž směňovali Španělé stříbro pojmenována na Río de la Plata. Roku 1580 byla vytvořena stálá kolonie a město Buenos Aires. Roku 1776 bylo zřízeno Místokrálovství Río de la Plata (na území dnešní Argentiny, Bolívie, Paraguaye a Uruguaye). V této souvislosti byly prokazatelně vyvěšovány španělské vlajky.
Snahy o nezávislost, sílící od 19. století, vyvrcholily 25. května 1810, kdy se na náměstí v Buenos Aires shromáždil lid, aby přinutil místokrále k ustanovení místní vlády. Při shromáždění bylo dle legendy zataženo, ale po chvíli vysvitlo slunce. Pro přítomné to bylo dobré znamení, kterému přičetli úspěch v jednání a pozdějšímu sesazení místokrále. Májové slunce (Sol de Mayo) je od té doby považováno za jeden z hlavních argentinských symbolů.
Při shromáždění byly účastníkům rozdávány modro-bílé kokardy. Barvy odkazovaly na buenosaireský pluk Patricios, který v roce 1807 odrazil britská intervenční vojska. Modrá a bílá barva byly také považovány za symboly odporu proti španělské nadvládě. Modro-bílou vlajku se dvěma vodorovnými pruhy (horní byl bílý, dolní modrý) navrhl pro své jednotky generál Manuel Belgrano. Ten je také považován za tvůrce argentinské vlajky když 27. února 1812 poprvé použil modro-bílo-modrou vlajku (dnešní národní vlajku).
9. července 1816 byla na kongresu v San Miguel de Tucumán vyhlášena nezávislost Spojených provincií Río de la Plata a 25. července byla potvrzena vlajka se třemi vodorovnými pruhy (modro-bílo-modrá vlajka). 25. února 1818 se stala tato vlajka vlajkou národní, státní vlajka byla doplněna sluncem uprostřed bílého pruhu. Podoba slunce byla převzata z první argentinské mince z roku 1813. Poměr stran vlajky byl pravděpodobně 2:3.
V roce 1819 se stala země federací a v roce 1826 dostala republika název Argentina. Nastalo období rozpadu na samostatné republiky a období chaosu. Federalisté vedení Juanem Manuelem de Rosasem bojovali za decentralizaci země a silnou autonomii jednotlivých provincií pod tmavě modrou (ultramarínovou) barvou. Centralisté, kteří chtěli silnou vládu v Buenos Aires, se spojili pod světle (blankytně) modrou barvou. Federalisté vládli v letech 1831–1852. Přibližně v letech 1833–1853 měly proto argentinské vlajky (státní i národní) výrazně tmavší odstín modré barvy. Roku 1853 (vyhlášením Republiky Argentina) byly odstíny modré vráceny zpět.
2. dubna 1862 byla oficiálně vlajka přijata. Bylo stanoveno, že vlajku se sluncem mohou užívat pouze úřady a vojsko. Poměr stran zřejmě nebyl stanoven. Dekretem č. 1027 z 19. června 1943 byla upřesněna podoba slunce na vlajce a symbolika barev.
16. srpna 1985 bylo zákonem č. 23.208 povoleno užívat vlajku se sluncem i soukromým osobám. V roce 1999 byl (i když ne moc přesně) definován poměr stran vlajky a odstíny barev. Později ale byla vyhláška nahrazena.

Španělská vlajka Argentiny (1785-1812) Poměr stran: 2:3
Vlajka generála Belgrana (~1807) Poměr stran: 2:3
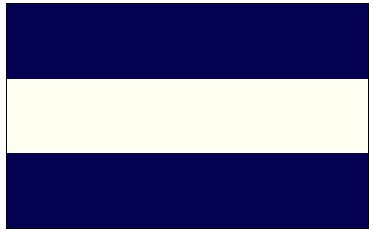
Argentinská státní vlajka  (~1833-1853) Poměr stran: 2:3
Argentinská národní vlajka  (~1833-1853) Poměr stran: 2:3

### Původní odstín modré barvy
V roce 2002 určila národní agentura pro stanovování standardů odstín modré barvy pomoci systému barev Lab a určila i další rozměry a design vlajky. Výnos tehdejší prezidentky Cristiny Fernández de Kirchnerové z roku 2010 tyto standardy právně ukotvil.
Podle studie, zveřejněné v odborném chemickém časopisu Chemistry Select v roce 2017, prozkoumali vědci z Argentiny a Brazílie (chemická analýza, rentgenové záření a spektroskopie) hedvábné nitě z nejstarší dochované argentinské vlajky, která byla podle všeho vyrobena v roce 1814 v Evropě. Odstín byl podle nich spíše ultramarínový, tedy tmavší než je současný blankytný. Pigment v modrých pruzích byl podle analýzy vyroben z horniny Lapis lazuli, která produkuje mnohem tmavší odstín modré. Dosud se předpokládalo, že první Belgranova vlajka byla světle modrá, ač centralisty za svého života nikdy nepodpořil.

## Den argentinské vlajky
Den vlajky se v Argentině slaví od roku 1938 dne 20. června. Je to den úmrtí v roce 1820 generála Manuela Belgrana, autora argentinské vlajky. Kromě jiného, přísahají tento den školáci na „bílé a nebesky modré“ barvy.

## Vlajky argentinských provincií

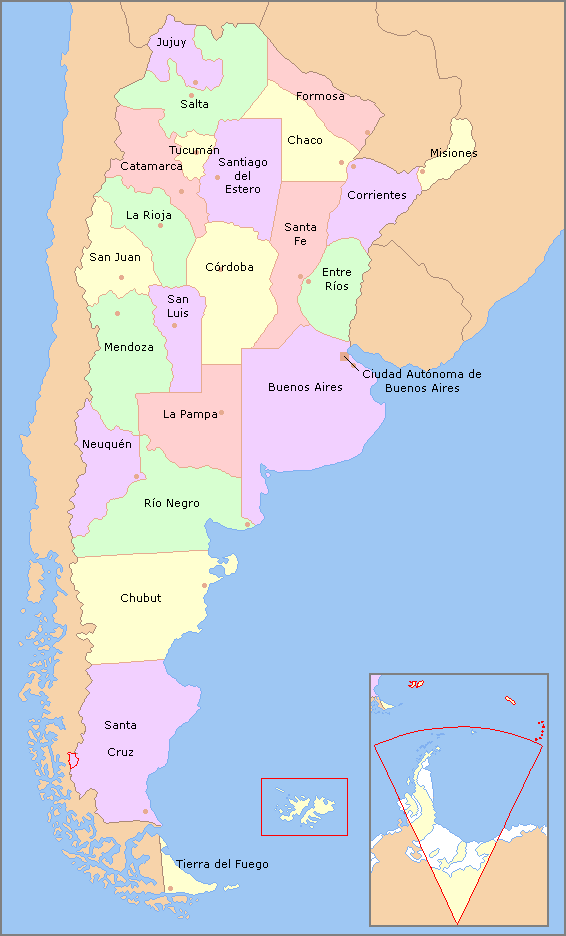
Argentinské provincie

Argentina je federativní stát, který se skládá z 23 provincií a jednoho federálního distriktu - hlavního města Buenos Aires. Všechny části mají své vlajky.

Buenos Aires Poměr stran: 9:14
Provincie Buenos Aires
Catamarca Poměr stran: 1:2 (nebo 2:3)
Chaco Poměr stran: 2:3
Chubut Poměr stran: 1:2
Corrientes
Córdoba Poměr stran: 9:14 (zobrazeno 2:3)
Entre Ríos Poměr stran: 1:2
Formosa Poměr stran: 6:11
Jujuy (svisle) Poměr stran: 1:1, 3:2 (svisle)
La Pampa
La Rioja Poměr stran: 9:14
Mendoza (svisle)
Misiones Poměr stran: není určen
Neuquén
Río Negro Poměr stran: 2:3
Salta Poměr stran: 100:141
San Juan Poměr stran: 9:14
San Luis
Santa Cruz
Santa Fe
Santiago del Estero Poměr stran: 10:25
Tierra del Fuego
Tucumán Poměr stran: 9:14